# Roch Hodech

La nouvelle lune indique le début du mois dans le calendrier hébraïque.

Rosh Hodesh, en hébreu « ראש חודש », « tête du mois », est le premier jour de chaque mois que comporte le calendrier hébraïque.

## Définition
Le calendrier hébraïque est basé sur un cycle luni-solaire, et le début du mois correspond à la néoménie, c'est-à-dire la nouvelle lune. Il diffère cependant de la nouvelle lune astronomique : la nouvelle lune du calendrier hébraïque ne se définit pas par la nuit où seule l'ombre lunaire est visible mais par un filet de lumière émanant de la lune. Il y a en pratique 1 à 2 jours de décalage entre les deux.
On annonce le(s) jour(s) où elle tombera lors du shabbat Rosh Hodesh, le shabbat précédant la néoménie, ainsi que la date et l'heure auxquelles la nouvelle lune sera visible au-dessus de Jérusalem. Lorsque Rosh Hodesh tombe un shabbat, on l'annonce lors du shabbat précédent.
L'annonce se fait juste après la lecture de la Torah, et s'accompagne d'une courte bénédiction pour le mois à venir.

## Origines de Rosh Hodesh
Exode 12:1-2 : « Et le Seigneur parla à Moïse et Aaron en terre d'Égypte, en ces termes : Ce mois sera pour vous le commencement des mois ; il sera pour vous le premier mois de l'année. »
Il a été décrété à partir de ce texte que les Juifs eux-mêmes devraient commencer à compter les mois au lieu de Dieu. Depuis, un groupe de rabbis du Sanhédrin a accepté que deux témoins au moins attestent s'ils avaient ou non vu la néoménie. Cependant, bien que deux témoins fussent nécessaires pour déclarer que le mois nouveau avait commencé, d'autres pouvaient venir témoigner, le but étant de ne décourager personne.

## Observances

### A la synagogue
Bien que Rosh Hodesh ne fasse pas partie des fêtes juives, on le célèbre par une prière de louanges, le hallel, du moins dans les synagogues orthodoxes. Lorsque la néoménie tombe un shabbat ou le jour suivant, on lit certains mois une haftarah, c'est-à-dire un texte issu des livres des Nevi'im (les Prophètes). En semaine, on sort les rouleaux de la Torah, et on lit une section afférant à la néoménie.
Il est en outre habituel de porter des vêtements neufs à Rosh Hodesh, afin de célébrer le caractère de renouveau de ce jour.

### Un jour ou deux?
Si après 29 jours, il n'y avait pas de témoins (ou qu'il ne leur était pas accordé de créance, car ils se contredisaient), le 30e jour était déclaré Rosh Hodesh, faisant de ce mois un mois "plein" (par opposition à un mois "défectif" de 29 jours). 

 On ajoutait également un 30e jour afin que les célébrations ne tombent pas à un moment indu. (Par exemple, Hoshanna Rabba ne peut tomber un samedi, car le transport des quatre espèces ne peut s'effectuer un Shabbat).

### Une célébration pour les femmes
Selon la tradition, Rosh Hodesh est un jour de célébration pour les femmes.  Ainsi, le traité Meguila [22b] nous enseigne que les femmes sont exemptes du labeur à Rosh Hodesh. Commentant ce passage, Rachi explique que ces activités sont : la couture, la lessive et le repassage, les femmes ayant accompli ces tâches avec bien de la vigueur lors de la construction du Tabernacle. 
Nous apprenons en outre, dans le chapitre 45 des Pirke DeRabbi Eliezer, que lors de la faute du Veau d'or, les femmes refusèrent de laisser leurs boucles d'oreilles aux hommes qui construisaient l'idole, raison pour laquelle Dieu leur accorda un jour de congé supplémentaire à chaque mois.